# Hutton Courtenay
Hutton Courtenay (Courtenay c. 985 - Courtenay, c. 1000) também denominado como Athon de Courtenay é o fundador da Casa de Courtenay.

## Biografia
Durante a Guerra de Sucessão da Borgonha (1032-1034) entre Roberto II de França (Orleães, 27 de Março de 972 — Melun, 20 de Julho de 1031) cognominado o Pio ou o Sábio, o segundo monarca de França da dinastia capetiana,  e Otão-Guilherme da Borgonha (c. 962 - 21 de Setembro de 1026) que foi o primeiro conde palatino da Borgonha (entre 982 e 21 de setembro de 1026), Hutton aproveita para fortalecer o seu poder sobre Courtenay, procedendo à construção de um castelo, como forma de defesa em caso de ataque.

## Relações familiares
Ele é o filho de Renaud de Château-Renard, senhor de Château-Renard, de quem herdou o título.
Foi pai de:
1. Juscelino I de Courtenay (1034 -?[4]) casado mais de uma vez, a primeira em 1060[4] casou com Hildegarda de Château-Landon também conhecida como Hildegarda de Anjou [5] (1035 -?), filha de Godofredo II de Gâtinais[4]  (? - 30 de Abril de 1042), Conde de Gâtinais e de Ermengarde de Anjou. O segundo casamento aconteceu em 1065[4], com Isabel de Montlhery também conhecida como Isabella Montléry[5], filha de Guido I de Montlhéry[4] e de Gometz Hodierne La Ferté
2. Hersende de Courtenay casada com Heldoin de Courtenay e mãe de Stephen de Courtenay, este pai Adão de Courtenay (c. 1060 ou 1065 - depois de 1141) e de Gualtério de Courtenay. Adão de Courtenay viria ser o senhor de Chailly (cantão sul de Melun) por via do seu casamento com a filha de um dos primeiros Viscondes de Melun.